# Groupement inter-patronal du Cameroun
 (novembre 2017).
Si vous disposez d'ouvrages ou d'articles de référence ou si vous connaissez des sites web de qualité traitant du thème abordé ici, merci de compléter l'article en donnant les références utiles à sa vérifiabilité et en les liant à la section « Notes et références ».
Le GICAM est une association constituée d'entreprises, de syndicats et de groupements professionnels créée en 1957. Son but principal est de se mettre au service des entreprises, ceci en accordant aux membres des formations sur les questions relatives aux affaires, en défendant  les intérêts des entreprises et le point de vue de leurs chefs sur les sujets les concernant directement ou indirectement afin qu’ils bénéficient d’un environnement des affaires favorable. Le GICAM  compte plus de 1000 membres, constitués de 15 associations et syndicats professionnels.

## Histoire
- 1957 : création du Groupement Interprofessionnel pour l’Étude et la Coordination des Intérêts Économiques
- 1992 : transformation en Groupement Inter-Patronal du Cameroun

## Services
Le Centre de Médiation et d'arbitrage du GICAM (CMAG) ; Le Centre de Développement de la PME (CDPME) ; La Cellule de Lutte contre le Commerce Illicite ; La Coalition de la communauté des affaires contre le SIDA, la tuberculose et le paludisme (CCA/SIDA) ; Les formations du Club HEC ; Les publications (Bulletin du GICAM, site web, répertoire des principaux textes de lois et règlements annuels, mise à jour annuelle du Code général des Impôts, annuaire administratif )

## Affiliations
Au niveau international, le GICAM est membre fondateur de l’UNIPACE (Union des Patronats d’Afrique Centrale) ; membre de la Confédération Panafricaine des Employeurs (CPE) ; membre de l’OIE (Organisation Internationale des Employeurs) ; représentant des employeurs du Cameroun à la Conférence Internationale du Travail de l'Organisation Internationale du Travail (OIT).

## Conventions signées par le GICAM
- Décembre 2013: convention avec la Cameroon Radio and Television (CRTV);
- Décembre 2013: convention avec l’IAI / IFTIC Sup;
- Octobre 2013: convention avec un pool de banques et un fonds de garantie pour le financement des PMI;
- Mai 2013:  convention avec l'Agence de Régulation des Marchés Publics (ARMP);
- Décembre 2012: convention avec l'Agence des Normes et de la Qualité (ANOR);
- Novembre 2012: convention avec la Confédération Générale des Entreprises de Côte d'Ivoire (CGECI);
- Juin 2011: convention avec l'Institut Supérieur de Technologie d'Afrique Centrale (ISTAC);
- Mai 2011: convention avec le Netherlands-African Business Council (NABC), en vue de renforcer la coopération entre le milieu des affaires hollandais et le patronat camerounais;
- Décembre 2010: convention avec le ministère de l'Enseignement supérieur;
- Juillet 2010 : convention avec le MEDEF International, en vue d’encourager les relations commerciales et d’investissements entre le Cameroun et la France ;
- Juillet 2010 : convention avec HEC PARIS, en vue de contribuer au renforcement des compétences managériales des dirigeants d’entreprise et des hauts fonctionnaires ;
- Juillet 2010 : convention avec Afreximbank, en vue de faciliter l’obtention de financements par les entreprises ;
- Avril 2010 : convention avec le ministère de la Santé publique, en vue de (i) freiner l’évolution du VIH/SIDA au sein de la population camerounaise à travers la prévention, le diagnostic et le traitement précoces, (ii) contribuer efficacement à l’acquisition des antirétroviraux ;
- Février 2009 : convention avec le ministère de l’Emploi et de la Formation professionnelle, en vue d’œuvrer pour l’amélioration de l’adéquation entre les programmes de formation professionnelle et les besoins exprimés par les entreprises;
- Novembre 2008 : convention avec le Conseil National du Patronat Sénégalais, en vue d’encourager les échanges économiques et commerciaux entre les entreprises du Cameroun et du Sénégal;
- Novembre 2002: convention avec l'École Supérieure des Sciences Économiques et Commerciales (ESSEC), en vue de contribuer à l'amélioration de la compétitivité des entreprises via formation et perfectionnement en management;
- Janvier 2002: convention avec le ministère de l'Éducation nationale, principalement en vue d'organiser des stages en entreprise et favoriser la formation en alternance;
- Novembre 1999 : convention avec l’Association des Entreprises Germano-Africaines (Africa Verein). Objectif : favoriser le développement des relations économiques, industrielles et financières entre les entreprises et organisations professionnelles allemandes et camerounaises;
- Mars 1998: convention avec le FNE, en vue de promouvoir l’emploi des jeunes.

## Conseil d'administration
Le conseil d'administration du GICAM a été renouvelé pour la période 2021-2023. Il est composé de :
- 1 président (Célestin Kamanou Tawamba)
- 2 vice-présidents (Reine Mbang Essobmadje, Emmanuel de Tailly)
- 9 administrateurs (Alphonse Nafack, Thierry Kepeden, Laure Kenmogne, Mohamadou Bayero, Jacques Jonathan Nyemb, Eric Njong, Pascal Miny, Grace Fomukong, Mireille Fomekong)

Par voie de cooptation, le nombre de conseillers peut être augmenté sans pouvoir être supérieur à dix-huit (18).

## Les membres du GICAM
À ce jour, le GICAM compte plus de 350 entreprises, syndicats et associations membres.